# Чемпіонат Азії та Океанії з хокею із шайбою серед юніорів 1984
Чемпіонат Азії та Океанії з хокею із шайбою серед юніорів 1984 — 1-й розіграш чемпіонату Азії та Океанії з хокею серед юніорських команд. Чемпіонат приймали японські міста Кусіро та Томакомай. Турнір проходив з 23 по 30 березня 1984 року.

## Підсумкова таблиця
| М | Команда        | І | В | Н | П | ШЗ | ШП | Різ | О  |
| - | -------------- | - | - | - | - | -- | -- | --- | -- |
|   | Японія         | 6 | 6 | 0 | 0 | 64 | 9  | +55 | 12 |
|   | КНР            | 6 | 4 | 0 | 2 | 48 | 24 | +24 | 8  |
|   | Південна Корея | 6 | 2 | 0 | 4 | 22 | 43 | -21 | 4  |
| 4 | Австралія      | 6 | 0 | 0 | 6 | 9  | 67 | –58 | 0  |

## Результати
- Японія 6 – 0  Південна Корея
- КНР 13 – 0  Австралія
- КНР 10 – 1  Південна Корея
- Японія 15 – 1  Австралія
- Південна Корея 8 – 4  Австралія
- КНР 4 – 13  Японія
- Південна Корея 2 – 12  Японія
- Австралія 0 – 11  Японія
- Південна Корея 2 – 8  КНР
- Австралія 1 – 11  КНР
- Австралія 3 – 9  Південна Корея
- Японія 7 – 2  КНР